# Biali Tajowie

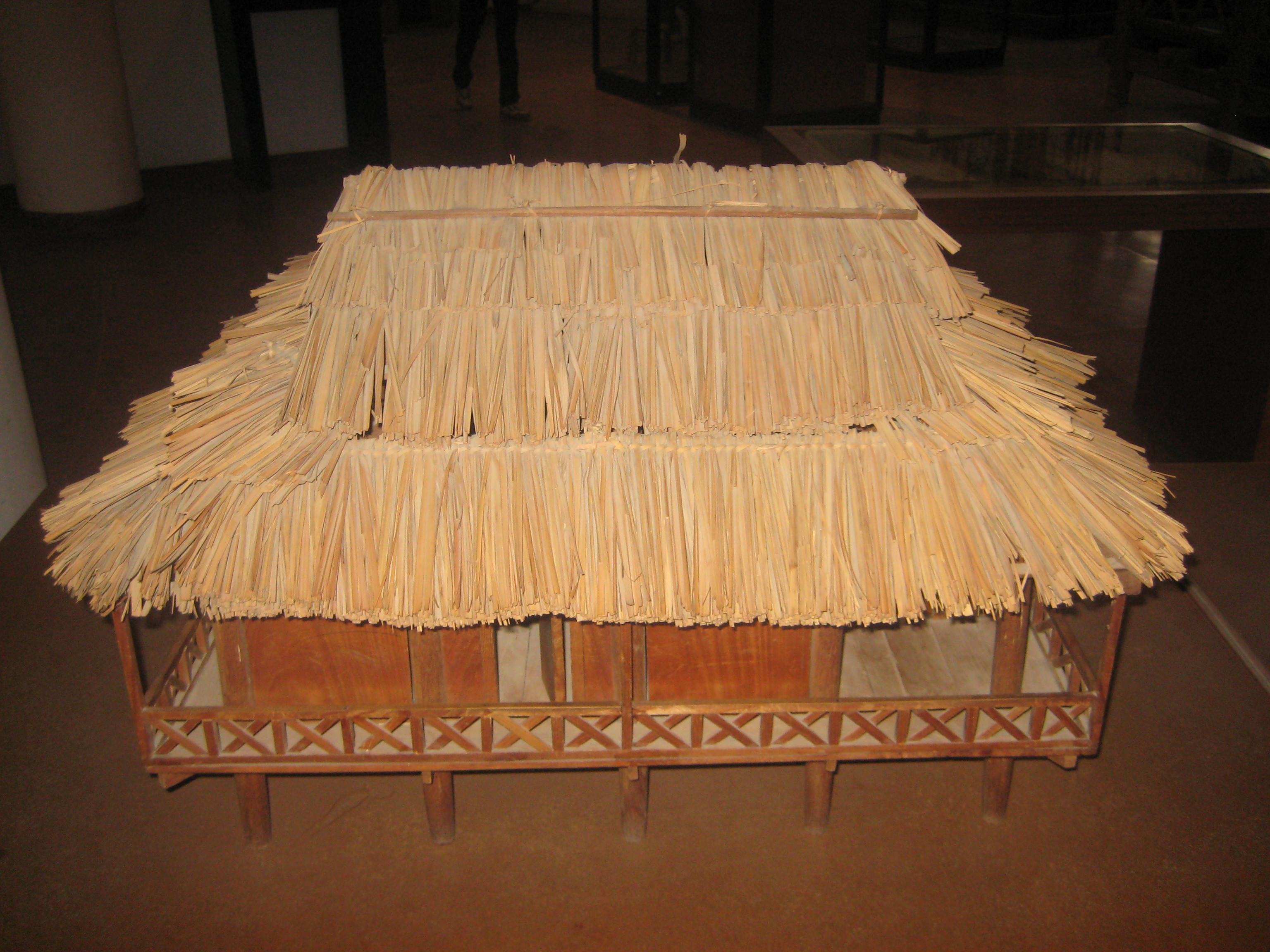
Tradycyjna chata Białych Tajów

Biali Tajowie, Tai Khao, Tai Dón (wiet. Thái Trắng) – grupa etniczna zamieszkująca w większości na terytorium Wietnamu (280 tys.) i Laosu (200 tys.), a także w mniejszej liczbie w południowych Chinach. Posługują się językiem tai khao należącym do grupy języków tajskich. W Wietnamie zaliczeni zostali wraz z Czarnymi Tajami do oficjalnie uznanej mniejszości narodowej Thái, natomiast w Chinach wraz z niektórymi innymi pokrewnymi grupami do mniejszości Dai. Zachowali tradycyjne wierzenia w synkretyzmie z buddyzmem.